# Сиделка (фильм)
«Сиделка» — кинофильм. Экранизация произведения, автор которого — Шарлотта Армстронг.

## Сюжет
Психически больная девушка по имени Нелл, устраивается на работу няней. Ей поручают присматривать за девочкой по имени Мелисса, которую она начинает считать своей дочерью. Героиня, постоянно погруженная в свои мечты и фантазии, вскоре будет уже не в силах сдерживать себя.

## В ролях
- Ким Майерс — Нелл
- Бретт Каллен — Джефф
- Сьюзан Барнс — Элис
- Кимберли Каллам — Мелисса